# Eric Söderberg
För andra personer med samma namn, se Erik Söderberg
Eric Axel Söderberg, född 1 april 1909 i Örgryte församling i Göteborg, död 21 september 1962 i Lidingö församling i Stockholms län, var en svensk målare och scenograf. Han var en av landets mest produktiva teaterdekoratörer.

## Bakgrund, utbildning och familj
Eric Söderberg var son till majoren Gustav Anders Söderberg och Cecilia Staël von Holstein samt gift med teaterdekoratören Lillanna Ström; han är far till radiochefen Lisa Söderberg. Efter utbildning vid Slöjdföreningens skola i Göteborg 1931–1935 fick han silvermedalj och stipendium som han använde till en studieresa till Tyskland. I studiesyfte reste han också 1949 till London och Paris samt 1961 till Spanien.

## Karriär
Sin yrkesbana som teaterdekoratör började Eric Söderberg på Riksteatern 1938, där han i samarbete med Per Lindberg bland annat gjorde dekoren till Brechts Tolvskillingsoperan, Mobergs Mans kvinna och Rid i natt, Strindbergs Lycko-Pers resa, Ibsens Peer Gynt och Bergmans Markurells i Wadköping.
År 1940 kom han till Nya Teatern, Stockholm, där han under Per-Axel Branners ledning medverkade vid ett 30-tal uppsättningar. Här handlade det om pjäser som Maxwell Andersons Winterset, Strindbergs Fröken Julie, Tjechovs Måsen och Taggen-revyerna. 1945 kom han Boulevardteatern där han bland de omkring 15 uppsättningar han gjorde målade dekoren till Wilders Vår lilla stad, Strindbergs Brott och brott och Bergmans Rakel och biografvaktmästaren. 1948 kom han till Helsingborgs stadsteater där han arbetade med Sartres Smutsiga händer, T Williams Linje Lusta. 1950 fortsatte han hos Intima Teatern med pjäser som Anouilhs Resa utan bagage, Euripides Medea,  Rices Drömflickan och Brechts Tolvskillingsoperan.
Åren 1953–1954 var han vid Norrköpings stadsteater och arbetade med uppsättningar av Ibsens Vildanden, Hussens Trasiga änglar och H. Bergmans Sagan. Vid Folkets Hus-teatern i Göteborg, där han var anställd 1954–1957, arbetade han med bland annat Hartogs Stolpsängen och Schildts Den stora rollen. Sin sista anställning hade han vid Uppsala stadsteater, där han vid sin död arbetade med T Williams Iguanans natt, Shakespeares Som ni behagar och Rostands Cyrano de Bergerac.
Vid sidan av arbetena som anställd utförde han som frilans uppsättningar som Sjöbergs Fridas visor åt Kungliga Teatern, Shaws Major Barbara åt Stockholms stadsteater samt under ett flertal år Kar de Mummas revyer på Folkan i Stockholm.
Söderberg utförde en väggmålning för Norrköpings stadsteaters elevfoyer i samarbete med Agneta Pauli. 1949 deltog han i utställningen ”Tavlor med tonvikt på teater” i Helsingborgs stadsteater och 1952 i Djurgårdsmässans teaterutställning ”Offentliga miljöer” som hölls i Liljevalchs konsthall. Söderberg var även engagerad i planeringen av den nya teaterbyggnaden i Borås. Han var intresserad för återväxten inom svensk teater och uppmuntrade olika konstnärer att bli teaterdekoratörer.   
Han är begravd i Söderbergs familjegav på Lidingö kyrkogård där även svärföräldrarna är begravda.

## Teater

### Scenografi
| År   | Produktion                                                                                          | Upphovsmän                                                            | Regi                | Teater                           | Noter                 |
| ---- | --------------------------------------------------------------------------------------------------- | --------------------------------------------------------------------- | ------------------- | -------------------------------- | --------------------- |
| 1940 | Grå gryning Winterset                                                                               | Maxwell Anderson Översättning Einar Malm                              | Per-Axel Branner    | Nya Teatern                      | Scenografi            |
| 1940 | Jag älskar dig - markatta Private Lives                                                             | Noël Coward Översättning Sonja Bergvall                               | Gösta Cederlund     | Nya Teatern                      | Scenografi            |
| 1941 | Lek ej med kärleken On ne badine pas avec l'amour                                                   | Alfred de Musset Översättning Hjalmar Söderberg                       | Per-Axel Branner    | Nya Teatern                      | Scenografi            |
| 1941 | Kamraterna                                                                                          | August Strindberg                                                     | Per-Axel Branner    | Nya Teatern                      | Scenografi            |
| 1941 | Ung kärlek Young Love                                                                               | Samson Raphaelson Översättning Ragnar af Geijerstam                   | Per-Axel Branner    | Nya Teatern                      | Scenografi            |
| 1941 | Revytidningen Taggen, revy                                                                          | Staffan Tjerneld                                                      | Per-Axel Branner    | Nya Teatern                      | Scenografi            |
| 1942 | Tran Oil                                                                                            | Eugene O'Neill Översättning Elsa af Trolle                            | Per-Axel Branner    | Nya Teatern                      | Scenografi            |
| 1942 | Stycken av ett mönster Brudstykker af et mønster                                                    | Carl Erik Soya Översättning Helge Wahlgren                            | Per-Axel Branner    | Nya Teatern                      | Scenografi            |
| 1942 | Natten till den 17 januari Night of January 16th                                                    | Ayn Rand Översättning Stig Torsslow                                   | Per-Axel Branner    | Nya Teatern                      | Scenografi            |
| 1942 | Munken går på ängen Munken gaar i enge                                                              | Carl Gandrup Översättning Karin Jensen                                | John Zacharias      | Nya Teatern                      | Scenografi            |
| 1942 | 24 röda rosor Due dozzine di rose scarlatte                                                         | Aldo de Benedetti Översättning Guido Valentin                         | Per-Axel Branner    | Nya Teatern                      | Scenografi            |
| 1942 | Revytidningen Nya Taggen, revy                                                                      | Staffan Tjerneld                                                      | Per-Axel Branner    | Nya Teatern                      | Scenografi            |
| 1942 | Fröken Julie                                                                                        | August Strindberg                                                     | Per-Axel Branner    | Nya Teatern                      | Scenografi            |
| 1943 | Arabernas tält The Tents of the Arabs                                                               | Edward Dunsany Översättning Nils Bohman                               | Per-Axel Branner    | Nya Teatern                      | Scenografi            |
| 1943 | Jag har rätt att älska La femme en fleur                                                            | Denys Amiel Översättning Eva Tisell                                   | Per-Axel Branner    | Nya Teatern                      | Scenografi            |
| 1943 | I evighet amen In Ewigkeit Amen                                                                     | Anton Wildgans                                                        | Per-Axel Branner    | Nya Teatern                      | Scenografi            |
| 1943 | Sex i elden Out of the Frying Pan                                                                   | Francis Swann Översättning Eva Tisell                                 | Per-Axel Branner    | Nya Teatern                      | Scenografi            |
| 1943 | Om ett folk vill leva Hvis et folk vil leve                                                         | Axel Kielland Översättning Eva Tisell                                 | Per-Axel Branner    | Nya Teatern                      | Scenografi            |
| 1943 | Herr Blink går över alla gränser                                                                    | Lars-Levi Laestadius                                                  | Per Lindberg        | Vasateatern                      | Scenografi            |
| 1943 | Salome                                                                                              | Oscar Wilde Översättning Carl Björkman                                | Per-Axel Branner    | Nya Teatern                      | Scenografi            |
| 1943 | Måsen Чайка, Tjajka                                                                                 | Anton Tjechov Översättning Ellen Rydelius                             | Per-Axel Branner    | Nya Teatern                      | Scenografi            |
| 1944 | Tredje taggen, revy                                                                                 | Staffan Tjerneld                                                      | Per-Axel Branner    | Nya Teatern                      | Scenografi            |
| 1944 | Ja och nej Yes and No                                                                               | Kenneth Horne Översättning Rudolf Wendbladh                           | Per-Axel Branner    | Nya Teatern                      | Scenografi            |
| 1944 | Misantropen Le misanthrope                                                                          | Molière Översättning Gunnar Klintberg                                 | Sam Besekow         | Nya Teatern                      | Scenografi            |
| 1944 | Min fru går igen Blithe Spirit                                                                      | Noël Coward Översättning Gunilla Skawonius                            | Per-Axel Branner    | Nya Teatern                      | Scenografi            |
| 1945 | Angeläget ärende Errand for Bernice                                                                 | Jacques Deval Översättning Eva Tisell                                 | Per-Axel Branner    | Nya Teatern                      | Scenografi            |
| 1945 | Kameliadamen La Dame aux camélias                                                                   | Alexandre Dumas d.y. Översättning Karin Jensen                        | Per-Axel Branner    | Nya Teatern                      | Scenografi            |
| 1945 | Tobaksvägen Tobacco Road                                                                            | Jack Kirkland Översättning Elsa af Trolle                             | Per-Axel Branner    | Nya Teatern                      | Scenografi            |
| 1945 | En glädjande tilldragelse, revy                                                                     | Kar de Mumma                                                          | Leif Amble-Næss     | Blancheteatern                   | Scenografi            |
| 1945 | Taggens varuhus, revy                                                                               | Georg Eliasson och Gösta Rybrant                                      | Per-Axel Branner    | Nya Teatern                      | Scenografi            |
| 1946 | Kleptomani och gröna skogar                                                                         | Sune Bergström och Einar Molin                                        | Sam Besekow         | Vasateatern                      | Scenografi            |
| 1948 | Född i går Born Yesterday                                                                           | Garson Kanin Översättning Eva Tisell                                  | Gunnar Ekström      | Helsingborgs stadsteater         | Scenografi            |
| 1948 | Revisorn Ревизор, Revizor                                                                           | Nikolaj Gogol                                                         | Lars-Levi Læstadius | Helsingborgs stadsteater         | Scenografi            |
| 1948 | All världens rikedom Tous les biens de ce monde                                                     | Jean-Paul Sartre Översättning Eyvind Johnson                          | Lars-Levi Læstadius | Helsingborgs stadsteater         | Scenografi            |
| 1948 | Kamma noll                                                                                          | Ingmar Bergman                                                        | Lars-Levi Læstadius | Helsingborgs stadsteater         | Scenografi            |
| 1948 | Titt in på Tittut, revy                                                                             | Rune Moberg och Tylle Herlin                                          | Lars-Levi Læstadius | Helsingborgs stadsteater         | Scenografi            |
| 1949 | Fröken Julie                                                                                        | August Strindberg                                                     | Gunnar Ekström      | Helsingborgs stadsteater         | Scenografi            |
| 1949 | Tartuffe Le Tartuffe ou l'Imposteur                                                                 | Molière Översättning Ebbe Linde                                       | Lars-Levi Læstadius | Helsingborgs stadsteater         | Scenografi            |
| 1949 | Längtans spårvagn A Streetcar Named Desire                                                          | Tennessee Williams Översättning Sven Barthel                          | Lars-Levi Læstadius | Helsingborgs stadsteater         | Scenografi            |
| 1949 | Diana går på jakt French Without Tears                                                              | Terence Rattigan Översättning Håkan Westergren                        | Gunnar Ekström      | Helsingborgs stadsteater         | Scenografi            |
| 1949 | Brittsommar September Tide                                                                          | Daphne du Maurier Översättning Eva Tisell                             | Per-Axel Branner    | Nya Teatern                      | Scenografi            |
| 1950 | Tolvskillingsoperan Die Dreigroschenoper                                                            | Bertolt Brecht och Kurt Weill Översättning Curt Berg                  | Ingmar Bergman      | Intiman                          | Scenografi            |
| 1951 | Brott och brott                                                                                     | August Strindberg                                                     | John Zacharias      | Helsingborgs stadsteater         | Scenografi            |
| 1952 | Gigi                                                                                                | Anita Loos Översättning Eva Tisell                                    | Per-Axel Branner    | Nya Teatern                      | Scenografi            |
| 1952 | Familjens vita får The White Sheep of the Family                                                    | L. du Garde Peach och Ian Hay Översättning Eva Tisell                 | Per-Axel Branner    | Nya Teatern Folkparksturné       | Scenografi            |
| 1952 | Man till salu The Bottom of the Pile                                                                | Ernest Vajda och Clement Scott Gilbert Översättning Sten-Göran Camitz | Per-Axel Branner    | Nya Teatern                      | Scenografi            |
| 1953 | Positivhataren                                                                                      | August Blanche Bearbetning Per Erik Wahlund                           | Gösta Terserus      | Parkteatern                      | Scenografi            |
| 1953 | Tolvskillingsoperan Die Dreigroschenoper                                                            | Bertolt Brecht och Kurt Weill Översättning Curt Berg                  | John Zacharias      | Norrköping-Linköping stadsteater | Scenografi            |
| 1953 | Den ljuva timmen L’heure Eblouissante                                                               | Anna Bonacci Översättning Per Gerhard                                 | Olof Thunberg       | Norrköping-Linköping stadsteater | Scenografi            |
| 1953 | Vildanden                                                                                           | Henrik Ibsen Översättning Frans Hedberg                               | Ingrid Luterkort    | Norrköping-Linköping stadsteater | Scenografi            |
| 1953 | Trasiga änglar La Cuisine des Anges                                                                 | Albert Husson Översättning Birgitta Hammar                            | Olof Thunberg       | Norrköping-Linköping stadsteater | Scenografi            |
| 1954 | Måsar över Sorrento Seagulls over Sorrento                                                          | Hugh Hastings Översättning Herbert Wärnlöf                            | John Zacharias      | Norrköping-Linköping stadsteater | Scenografi            |
| 1954 | Kvinnor i skymning Women of twilight                                                                | Sylvia Rayman Översättning Tore Zetterholm                            | Ingrid Luterkort    | Norrköping-Linköping stadsteater | Scenografi            |
| 1954 | Sagan                                                                                               | Hjalmar Bergman                                                       | Olof Thunberg       | Norrköping-Linköping stadsteater | Scenografi            |
| 1954 | Litet bo                                                                                            | Herbert Grevenius                                                     | John Zacharias      | Norrköping-Linköping stadsteater | Scenografi            |
| 1956 | Vi roar oss kungligt, revy                                                                          | Kar de Mumma                                                          | Leif Amble-Næss     | Folkan                           | Scenografi            |
| 1957 | Gringoire                                                                                           | Théodore de Banville                                                  | Gösta Terserus      | Parkteatern                      | Scenografi            |
| 1957 | Ett uppskattat nöje, revy                                                                           | Kar de Mumma                                                          | Leif Amble-Næss     | Folkan                           | Scenografi            |
| 1958 | Spindelnätet The Spider's Web                                                                       | Agatha Christie Översättning Eva Tisell                               | Gösta Cederlund     | Lilla Teatern                    | Scenografi            |
| 1958 | Don Quijote – Riddaren av den sorgliga skepnaden Don Quijote – Der Ritter von der traurigen Gestalt | Wulf Leisner Översättning Lars Hansson                                | Lars-Erik Liedholm  | Norrköping-Linköping stadsteater | Scenografi och kostym |
| 1958 | Vid skilda bord Separate tables                                                                     | Terence Rattigan                                                      | Per-Axel Branner    | Riksteatern                      | Scenografi            |
| 1958 | Tovaritch                                                                                           | Jacques Deval                                                         | Ernst Eklund        | Folkan                           | Scenografi            |
| 1958 | Har den äran, revy                                                                                  | Kar de Mumma                                                          | Leif Amble-Næss     | Folkan                           | Scenografi            |
| 1959 | Välkomna till varje pris, revy                                                                      | Kar de Mumma                                                          | Leif Amble-Næss     | Folkan                           | Scenografi            |
| 1959 | Ung och grön Salad Days                                                                             | Dorothy Reynolds och Julian Slade Översättning Gösta Rybrant          | Ingrid Luterkort    | Norrköping-Linköping stadsteater | Scenografi och kostym |
| 1960 | Slottstappning, revy                                                                                | Kar de Mumma                                                          | Leif Amble-Næss     | Folkan                           | Scenografi            |
| 1960 | Mannen och hans överman Man and Superman                                                            | George Bernard Shaw                                                   | Gustaf Molander     | Riksteatern                      | Scenografi            |
| 1962 | Erasmus Montanus                                                                                    | Ludvig Holberg                                                        | Gösta Terserus      | Parkteatern                      | Scenografi            |